# Shenzhen City Zhonghua Auto Industry
Shenzhen City Zhonghua Auto Industry Corporation war ein Hersteller von Automobilen aus der Volksrepublik China. Andere Quellen verwenden die Firmierung Zhonghua Auto Industrial Corp. bzw. Shenzhen China Motor Corporation.

## Unternehmensgeschichte
Das Unternehmen aus Shenzhen begann 1985 mit der Produktion von Automobilen. Der Markenname lautete Zhonghua in China sowie Plasticar für den Export nach Bangladesch. Das Unternehmen erhielt anstelle einer staatlichen Verkaufserlaubnis nur eine für das Gebiet von Shenzhen. Bis September 1986 waren die ersten 500 Fahrzeuge fertiggestellt. 1989 endete die Produktion. Der Direktor Tang Jinsheng wechselte daraufhin zu General Motors.
Den gleichen Markennamen verwendete Beijing Zhonghua Automobile Industry aus Peking von 1994 bis 1999.

## Fahrzeuge
Das Modell BS 111 basierte auf Entwürfen der Jing-Jin-Ji Corporation aus Peking, entworfen von Tang Jinshen. Ursprünglich war dies ein zweitüriger Pick-up mit vier Sitzen. Die Karosserie bestand aus Kunststoff. Das Standardmodell hatte Frontantrieb, der BS 111 B Hinterradantrieb. Die Nutzlast betrug 300 kg.
Die Basis der Fahrzeuge bildete ein Rohrrahmen. Das GFK ermöglichte mehrere verschiedene Karosserien. So entstanden neben den Pick-ups auch zwei- und viertürige Limousinen mit Stufenheck und Schrägheck. Die Motoren stammten anfangs von Dong’an und Daihatsu und später von Xiali.